# Izobraževalno-rehabilitacijska fakulteta v Tuzli
Izobraževalno-rehabilitacijska fakulteta (izvirno bosansko Edukacijsko-rehabilitacijski fakultet  u Tuzli), s sedežem v Tuzli, je fakulteta, ki je članica Univerze v Tuzli.
Trenutna dekanja je prof. dr. Nevzeta Salihović.